# (200183) 1999 RO
(200183) 1999 RO es un asteroide perteneciente al cinturón de asteroides, descubierto el 3 de septiembre de 1999 por Lenka Šarounová desde el Observatorio de Ondřejov, Ondřejov, República Checa.

## Designación y nombre
Designado provisionalmente como 1999 RO.

## Características orbitales
1999 RO está situado a una distancia media del Sol de 2,653 ua, pudiendo alejarse hasta 3,246 ua y acercarse hasta 2,059 ua. Su excentricidad es 0,223 y la inclinación orbital 16,20 grados. Emplea 1578,56 días en completar una órbita alrededor del Sol.

## Características físicas
La magnitud absoluta de 1999 RO es 15,9.